# Giovanni Di Lorenzo
Giovanni Di Lorenzo (n. 4 august 1993, Castelnuovo di Garfagnana, Italia) este un fotbalist profesionist italian care joacă ca fundaș pentru clubul din Serie A, Napoli și pentru echipa națională de fotbal a Italiei.

## Cariera pe echipe

### Început de carieră
Di Lorenzo și-a început cariera cu echipa de tineret al lui Reggina în 2009. La 29 mai 2011, și-a făcut debutul profesionist pentru echipa de seniori într-un meci din Serie B la Sassuolo. A petrecut sezonul 2012-2013 împrumutat cu echipa din Lega Pro Prima Divisione, AC Cuneo 1905, adunând 27 de apariții și atrăgând atenția datorită performanțelor sale promițătoare.

### Matera și Empoli
Între 2015 și 2017, Di Lorenzo a jucat la Matera, adunând 58 de apariții și marcând 3 goluri.
Di Lorenzo a fost semnat de Empoli în august 2017. După ce a ajutat echipa să promoveze în Serie A, și-a făcut debutul în maxima categorie a fotbalului italian pe 19 august 2018 împotriva lui Cagliari; în retur împotriva aceluiași adversar, a marcat primul său gol în Serie A.

### Napoli
Pe 7 iunie 2019, Di Lorenzo s-a alăturat lui Napoli pentru suma de 8 milioane de euro. În timpul primului său an la Napoli, Di Lorenzo a devenit titularul primei echipe, ducându-i pe locul șapte în Serie A și ajutându-i să-și asigure o victorie împotriva lui Juventus în finala din Coppa Italia. Napoli a ajuns și în optimile de finală a Ligi Campionilor, Di Lorenzo reușind 2 pase de gol și jucând fiecare meci. În al doilea an la echipă, a ajutat la conducerea echipei în optimile de finală din Europa League cu toate acestea, au pierdut în fața lui Granada CF, cu 3–2 scor general. Napoli a terminat, de asemenea, pe locul cinci în campionat. Di Lorenzo a marcat 7 goluri pentru Napoli, în campionat și cupă.
Pe 15 iulie 2020, fundașul drept a fost legat de un transfer la Manchester United, dar a optat în schimb să semneze un contract pe 5 ani cu Napoli, până în 2026.
Pe 14 iulie 2022, Di Lorenzo a fost numit noul căpitan al lui Napoli, după plecările lui Lorenzo Insigne și Kalidou Koulibaly. Pe 4 octombrie, a marcat primul său gol în Liga Campionilor într-o victorie cu 6-1 în deplasare împotriva lui AFC Ajax în sezonul 2022-23.